# Liste der Bodendenkmäler in Söchtenau
Auf dieser Seite sind die Bodendenkmäler in der oberbayerischen Gemeinde Söchtenau zusammengestellt. Diese Tabelle ist eine Teilliste der Liste der Bodendenkmäler in Bayern. Grundlage ist die Bayerische Denkmalliste, die auf Basis des Bayerischen Denkmalschutzgesetzes vom 1. Oktober 1973 erstmals erstellt wurde und seither durch das Bayerische Landesamt für Denkmalpflege geführt wird. Die folgenden Angaben ersetzen nicht die rechtsverbindliche Auskunft der Denkmalschutzbehörde.

## Bodendenkmäler der Gemeinde Söchtenau

### Bodendenkmäler in der Gemarkung Söchtenau
| Lage                 | Objekt | Akten-Nr.     | Bild |
| -------------------- | --- | ------------- | ---- |
| Söchtenau (Standort) | Siedlung (villa rustica) der römischen Kaiserzeit. | D-1-8039-0002 |      |
| Söchtenau (Standort) | Körpergräber des frühen Mittelalters. | D-1-8039-0006 |      |
| Söchtenau (Standort) | Ringwall des frühen Mittelalters und Grabhügel vorgeschichtlicher Zeitstellung. | D-1-8039-0007 |      |
| Söchtenau (Standort) | Untertägige mittelalterliche und frühneuzeitliche Befunde und Funde im Bereich der Katholischen Pfarrkirche St. Margaretha in Söchtenau und ihrer Vorgängerbauten mit zugehörigem Friedhof. Siehe auch: St. Margaretha (Söchtenau) | D-1-8039-0052 |      |
| Söchtenau (Standort) | Untertägige mittelalterliche und frühneuzeitliche Befunde und Funde im Bereich der Katholischen Filialkirche St. Peter in Schwabering und ihrer Vorgängerbauten mit zugehörigem Friedhof. Siehe auch: St. Peter (Schwabering)      | D-1-8039-0152 |      |